# Motoharu Okamura
Motoharu Okamura (em japonês: 岡村 基春; romaniz.: Okamura Motoharu, Aki, Kochi, Japão, 1901 – Chiba, Japão, 13 de julho de 1948) foi um aviador da Marinha que atuou como piloto de testes na década de 1930, e foi comandante de unidades de ataque kamikaze, como o 341º Grupo Aéreo, em Tateyama e o 721º Grupo Aéreo Naval, entre 1944 e 1945.

## Carreira
Em junho de 1934, o tenente Okamura estava testando o segundo dos protótipos do caça Mitsubishi 1MF10 quando entrou em parafuso chato. Okamura saltou, mas acabou perdendo quatro dedos no acidente, colocando sua carreira como piloto de caça em risco.
Em 1938, durante a campanha de Kuangda, na China, Okamura foi líder de voo do esquadrão de caças do 12º Grupo Aéreo, se tornando conhecido por desenvolver novas táticas aéreas para a Marinha Imperial Japonesa, e reconhecido como aviador e treinador especialista. Em 1932, ele integrou uma equipe de demonstração aérea que ficou conhecida como Genda's Flying Circus (em português: Circo Voador do Genda), juntamente com Yoshita Kobayashi e Minoru Genda, usando caças Nakajima A2N Tipo 90, em Yokosuka.
Como capitão, Okamura comandou a Base Aérea de Tateyama, e também o 341º Grupo Aéreo Home. De acordo com algumas fontes, foi o primeiro oficial a propor formalmente o que se tornaria conhecida como tática de ataque kamikaze, ao estabelecer, juntamente com seus superiores, as primeiras investigações sobre a plausibilidade e o funcionamento dos mecanismos dos ataques suicidas intencionais, em 15 de junho de 1944.
Motoharu Okamura já havia expressado seu desejo de liderar um grupo voluntário de ataques suicidas cerca de quatro meses antes do Almirante Takijiro Ohnishi, comandante das forças aéreas navais japonesas nas Filipinas, apresentar a ideia à sua equipe. Enquanto o Vice-almirante Shigeru Fukudome, comandante da segunda frota aérea, estava inspecionando o 341º Grupo Aéreo, Okamura aproveitou a chance para apresentar suas ideias sobre o mergulho de aeronaves com colisão intencional. "Em nossa situação atual, eu acredito fortemente que a única maneira de virar a guerra a nosso favor é recorrermos à ataques de mergulho com colisão usando nossos aviões. Não existe outra forma. Haverá voluntários mais do que suficientes para esta chance de salvar nosso país, e eu gostaria de comandar tal operação. Me consiga 300 aeronaves,e eu vou virar a maré desta guerra."
Em agosto de 1944, o Centro de Pesquisa e Desenvolvimento Aeronaval estabeleceu um programa de desenvolvimento emergencial de bombas planadoras pilotadas especiais, que deu origem à primeira versão dos Ohka, e que, dali em diante, passou a ser conhecido como projeto Marudai. Do final de outubro até novembro, os japoneses conduziram testes de voo de suas novas bombas planadoras em ritmo acelerado. Tóquio estabeleceu uma nova unidade aérea, encarregada de operar as armas do projeto Marudai, e, ao final de novembro, o treinamento de pilotos já estava em execução. O Capitão Motoharu Okamura, um dos mais famosos e experientes pilotos de caça do Japão, se tornou o comandante desta nova unidade. Okamura selecionou como seus primeiros pilotos, aqueles que eram bastante experientes com caças e bombardeiros de mergulho. Na realidade, estes pilotos foram selecionados antes mesmo dos primeiros ataques kamikaze nas Filipinas. A seleção de pilotos se mostrou desnecessária para além das escolhas críticas feitas pessoalmente por Okamura: voluntários para a nova operação surgiram aos milhares, apesar da natureza especial de suas futuras missões.
Como comandante da nova unidade kamikaze em 1944, o Capitão Okamura comentou que "havia tantos voluntários para as missões suicidas que nos referíamos a eles como enxames de abelhas," explicando: "As abelhas morrem depois de ferroar."
Após a guerra, Okamura atirou em seu próprio rosto, como penitência por haver enviado tantos jovens para suas mortes.

## Vida pessoal
Okamura se casou novamente após a morte de sua primeira esposa. Ele teve vários filhos. Seu cunhado era seu companheiro na Marinha Imperial Japonesa, o aviador e oficial Takashige Egusa, renomado por ser o comandante do Grupo Aéreo do porta-aviões Sōryū durante o ataque à Pearl Harbor até a perda da embarcação na Batalha de Midway.

## Promoções
- Aspirante, a 1 de junho de 1922
- Segundo-tenente, a 20 de setembro de 1923
- Tenente (oficial categoria júnior),a 1 de dezembro de 1925
- Tenente, a 1 de dezembro de 1927
- Tenente-comandante, a 15 de novembro de 1934
- Comandante, a 15 de novembro de 1939
- Capitão, a 1 de maio de 1944